# Sebastián Solé
Sebastian Solé (ur. 12 czerwca 1991 w Rosario) – argentyński siatkarz, grający na pozycji środkowego, reprezentant kraju. 
W 2022 roku przyjął obywatelstwo włoskie i równocześnie zakończył karierę reprezentacyjną.

## Sukcesy klubowe
Liga argentyńska:
- 2011
- 2012, 2013

Puchar Mistrza:
- 2012

Superpuchar Włoch:
- 2013, 2020, 2022[3], 2023[4], 2024[5]

Puchar CEV:
- 2015, 2017

Liga włoska:
- 2015, 2024[6]
- 2017, 2021, 2022[7]
- 2025[8]

Liga Mistrzów:
- 2025[9]
- 2016

Klubowe Mistrzostwa Świata:
- 2022[10], 2023[11]
- 2016

Puchar Włoch:
- 2022[12], 2024[13]

## Sukcesy reprezentacyjne
Mistrzostwa Świata Kadetów:
- 2009

Mistrzostwa Świata Juniorów:
- 2009

Igrzyska Panamerykańskie:
- 2015
- 2011

Mistrzostwa Ameryki Południowej:
- 2011, 2013
- 2017

Puchar Panamerykański:
- 2017

Igrzyska Olimpijskie:
- 2020

## Nagrody indywidualne
- 2008: Najlepszy blokujący Mistrzostwa Ameryki Południowej Kadetów
- 2009: Najlepszy blokujący Mistrzostw Świata Kadetów
- 2011: Najlepszy blokujący Igrzysk Panamerykańskich
- 2011: Najlepszy blokujący Mistrzostw Ameryki Południowej
- 2013: Najlepszy blokujący Mistrzostw Ameryki Południowej
- 2015: Najlepszy blokujący Pucharu Świata
- 2016: Najlepszy środkowy Ligi Mistrzów
- 2017: Najlepszy środkowy Mistrzostw Ameryki Południowej
- 2023: Najlepszy środkowy Klubowych Mistrzostw Świata[14]